# Черняхівський Максим Іванович
Максим Іванович Черняхівський (1997—2022) — старший солдат Збройних сил України, учасник російсько-української війни, що загинув у ході російського вторгнення в Україну в 2022 році.

## Життєпис
Максим Черняхівський народився 12 квітня 1997 року в селі Явне Баранівського району (з 2020 року - Баранівської міської територіальної громади) на Житомирщині. З початком повномасштабного російського вторгнення в Україну був мобілізований та перебував на передовій. Військову службу ніс у складі 95-тої окремої десантно-штурмової бригади. Зник безвісти 2 березня 2022 року поблизу селища Макарів на Київщині. Довгий час не було підтвердження його загибелі. Воно з'явилося на початку лютого 2023 року. Чин прощання із загиблим відбувся 7 лютого 2023 року в рідному селі.

## Родина
У загиблого залишилися мама, дві сестри, чотири брати.

## Нагороди
- орден «За мужність» III ступеня (2022, посмертно) — за особисту мужність і самовіддані дії, виявлені у захисті державного суверенітету та територіальної цілісності України, вірність військовій присязі[5].